# Форум на Филипопол
Форумът на Филипопол (агора) e търговският, административен и религиозен център на древния Пловдив.
Форумният комплекс е разположен на площ от 20 хка (11 хка открита площ) и е най-големият на територията на България. Изграден е по времето на император Веспасиан през I в. и е завършен през II в. При форума са се събирали главните улици на древния Филипопол, а в близост до него е имало търговски и административни сгради като Одеона, градската библиотека, съкровищницата и др. Голяма част от него (около 11 хка) е изложена на открито заедно с реставрираните колони и редове със седалки на Одеона на Филипопол, а остатъкът лежи под съвременни сгради.
Центърът на древния град и трасето на неговата основна улица – кардо максимус, съвпадат със съвременния център на Пловдив и неговата главна пешеходна зона.

## Местоположение
Античният форум в Пловдив се намира в близост до ул. „Генерал Гурко“ и главната пешеходна улица (ул. „Княз Александър I Батенберг“), от северната и източната страна на Централна поща и централния офис на Туристическия информационен център.
На север форумът граничи с Одеона, а между тях минава автомобилен подлез (бул. „М. Луиза“), чието строителство през 80-те години на ХХ в. разсича форума на две части и унищожава част от него.

## Форумът
Античният форум е разположен в направление изток-запад. Плановата му схема е във формата на правоъгълник, близък до квадрата, с размери 143 м. в посока север-юг и 136 м. в посока изток-запад. На северната страна е изграден комплекс от обществени сгради, който е доминирал над останалите постройки на площада. Три входа, разположени осово по източната, южната и западната страни, осъществяват достъпа до улиците, разположени отстрани на Форума. Главните улици на древния Филипополис Cardo maximus и Decumanus maximus са се пресичали пред източния вход на комплекса.
Мястото било използвано като пазарище, където търговци и хора от града и региона се събирали, за да разменят тракийско зърно, дърво и мед за фина керамика и бронзови съдове, които идвали чак от Италия. Магазините заемали източната, южната и западната страна на форума, а клиентите влизали в тях през тесни портици.
В историческото напластяване на обекта са разграничени четири основни строителни фази. Те се различават по нива, архитектурно оформление и употреба на строителни материали.
Първата строителна фаза бележи началото на изграждането на комплекса и е с плановата схема на градски площад.
При втората строителна фаза се повдигнат нивата на магазините, амбулациото и ареата. Мощна крепида носи стилобата на колони в дорийски ред, изработени от пясъчник. Запазен на оригиналното си място е каменният улей за стичане на дъждовната вода от покрива на портика. Амбулациото е с ширина 11 м. От източната, южната и западната страна са изградени четириколонни йонийски пропилеи.
При третата строителна фаза е сменена пластичната украса на комплекса. Портикът около ареата е от мрамор.
От четвъртата, последна строителна фаза, са запазени най-количество запазени оригинални останки. Върху крепидата от втора и трета фаза се полага нов стилобат от сиенитни блокове, който носи мраморна аркада от свободно стоящи колони в римо-коринтски ордер.
В северната страна на форумния комплекс са разположени обществените сгради за нуждите на градското управление и други прояви на градския живот. Епиграфски е документирана сградата на монетарницата. В североизточния ъгъл е разкрит Одеона (Булевтерион), а западно от него е градската Библиотека.
В северната страна на комплекса са открити надписи, свързани с религиозния и административен живот на града, както и част от афиш за провеждането на гладиаторски борби. В ареата са открити постаменти за статуи, екседра – трибуна за речи, останки от олтар с посветителен надпис на богините Деметра и Коре (Персефона).
Житовът на форумът утихнал в средата на V в., когато вълните на варварите принуждават жителите на Филипопол да изоставят кварталите в равнината и да се преместят на акропола. Той е открит отново през ХХ в. при строителството на центъра на съвременен Пловдив.
- Форумът, изобразен на картичка от 1988 г.
- Панорамен изглед
- Панорамен изглед на северната част
- Останки от градската библиотека
- Останки от северната част на античния форум

## Консервация и реставрация
Проучванията на Форума на античния Филипопол стартират от 1971 г., когато става ясно, че под сградата на Централна поща се намира централният площад на древния град. Разкрити и проучени са източната и северната и част от южната част.
През 2012 г. започват разкопки на северозападната част на форума на 400 кв. м. между сградата на Централна поща и Цар Симеоновата градина.

## Галерия
- Кардо максимус (основната улична артерия с посока север-юг)
- Останки от павилиони
- Улица в южната част на форума (посока изток-запад)
- Северната част на форума
- Стилобатът, върху който са били разположени колоните
- Градската библиотека на Филипополис
- Югоизточната част на форума, 1997 г.
- Разкриването на западните пропилеи на форума, 2014 г.
- Археологически разкопки, 2014 г.
- Павилиони и магазини до западните пропилеи, 2014 г.